# Shorung Chabise
Shorung Chabise è un centro abitato del Nepal situato nella municipalità di Katari che fa parte del distretto di Udayapur (Provincia di Koshi).
Fino alla riforma amministrativa del 2015 (attuata nel 2017) era un comitato per lo sviluppo dei villaggi (VDC).
Al censimento del 1991 aveva 3 251 abitanti, distribuiti in 567 abitazioni distinte.